# Стребкова Наталія Йосифівна
Наталія Йосифівна Стребкова (дошлюбне прізвище — Солтан; нар. 6 березня 1995) — українська легкоатлетка, майстер спорту України міжнародного класу, спеціалізується в бігу на довгі дистанції та стипльчезі. Рекордсменка України з бігу на 3 000 метрів з перешкодами серед дорослих та молоді. Учасниця XXXII літніх Олімпійських Ігор в Токіо (2021). Срібна призерка молодіжного чемпіонату Європи (2017). Фіналістка Діамантової ліги (2022), чемпіонату Європи (2018, 2022) і чемпіонату Європи в приміщенні (2021). Багаторазова чемпіонка України. 
На національних змаганнях представляла Тернопільську область до 2024 року, нині — місто Київ, тренується під керівництвом Сергія Романчука.
Дружина бігуна Івана Стребкова.

## Рекорди
24 червня 2017 на Командному чемпіонаті Європи, що проходив у Ліллі, встановила новий національний рекорд серед молоді (U23) у бігу на 3 000 метрів з перешкодами — 9 хв 44,57 с.
30 червня 2022 на етапі Діамантової ліги в Стокгольмі встановила новий рекорд України з бігу на 3 000 метрів з перешкодами — 9 хв 24,54 с.

### Основні міжнародні виступи
| Рік  | Змагання                       | Місто     | Місце  | Дисципліна  | Примітки    |
| ---- | ------------------------------ | --------- | ------ | ----------- | ----------- |
| 2012 | Чемпіонат світу серед юніорів  | Барселона | 3заб6  | 1 500 м     |             |
| 2013 | Чемпіонат Європи серед юніорів | Рієті     | 5      | 1 500 м     |             |
| 2014 | Чемпіонат світу серед юніорів  | Юджин     | 13     | 3 000 м     |             |
| 2015 | Чемпіонат Європи серед молоді  | Таллінн   | 11     | 5 000 м     |             |
| 2015 | Чемпіонат Європи з кросу       | Єр        | 22     | 6 км (U23)  | [ 6 ]       |
| 2016 | Чемпіонат Європи з кросу       | Кіа       | 17     | 6 км (U23)  | [ 7 ]       |
| 2017 | Командний чемпіонат Європи     | Лілль     | 6      | 3 000 м з/п |             |
| 2017 | Чемпіонат Європи серед молоді  | Бидгощ    | 2      | 3 000 м з/п | [ 3 ]       |
| 2017 | Чемпіонат Європи з кросу       | Шаморін   | 23     | 6 км (U23)  |             |
| 2018 | Чемпіонат Європи               | Берлін    | 12     | 3 000 м з/п |             |
| 2021 | Чемпіонат Європи в приміщенні  | Торунь    | 9      | 3 000 м     | [ 8 ] [ 9 ] |
| 2021 | Олімпійські ігри               | Токіо     | 1заб11 | 3 000 м з/п | [ 10 ]      |

## Про біг, хобі та тренувальний процес
Для Наталі улюбленою дистанцією є 3 000 метрів з перешкодами, також 3 000 і 5 000 метрів, шосейні пробіги від 5 до 10 км. Мотиватором для занять бігом є сама вона. Хобі спортсменки — тренувати аматорів разом зі своїм чоловіком: їй дуже подобається бачити, як люди ростуть на очах і досягають результатів та цілей, про які мріяли.